# Salföld
Salföld is een plaats (község) en gemeente in het Hongaarse comitaat Veszprém. Salföld telt 62 inwoners (2001).